# Olsztynek
Olsztynek [ɔlˈʃtɨnɛk] (deutsch Hohenstein) ist eine Stadt im Powiat Olsztyński der Woiwodschaft Ermland-Masuren in Polen. Sie ist Sitz der gleichnamigen Stadt-und-Land-Gemeinde mit 13.630 Einwohnern (Stand 31. Dezember 2020).

## Geographische Lage
Die Stadt liegt in der historischen Region Ostpreußen, etwa 25 Kilometer südwestlich von Olsztyn (Allenstein).
Der Westteil der Masurischen Seenplatte und die südlichen bis zu 200 Meter ansteigenden Erhebungen des preußischen Oberlandes prägen die Landschaft. Unmittelbar vor den Toren der Stadt befindet sich der Jezioro Jemiołowo (Kleine Mispelsee), während etwa zehn Kilometer östlich mit dem Jezioro Pluszne Wielkie (Mispelsee) einer der größten Seen der Seenplatte liegt. Mit der Jemiołówka (Amling) durchquert ein Nebenfluss der Pasłęka (Passarge) den Ort. Um ihn herum erstrecken sich zahlreiche kleinere Waldgebiete. Die Verkehrssituation ist günstig, es besteht Anschluss an eine Bahnstrecke nach Olsztyn (Allenstein) und in andere Richtung über Działdowo (Soldau) Richtung Warschau, dazu kreuzen sich in der Stadt die beiden Schnellstraßen S 7 (Danzig – Warschau) und S 51 (Olsztynek – Bezledy (–Kaliningrad)).

## Geschichte

### Stadtgeschichte

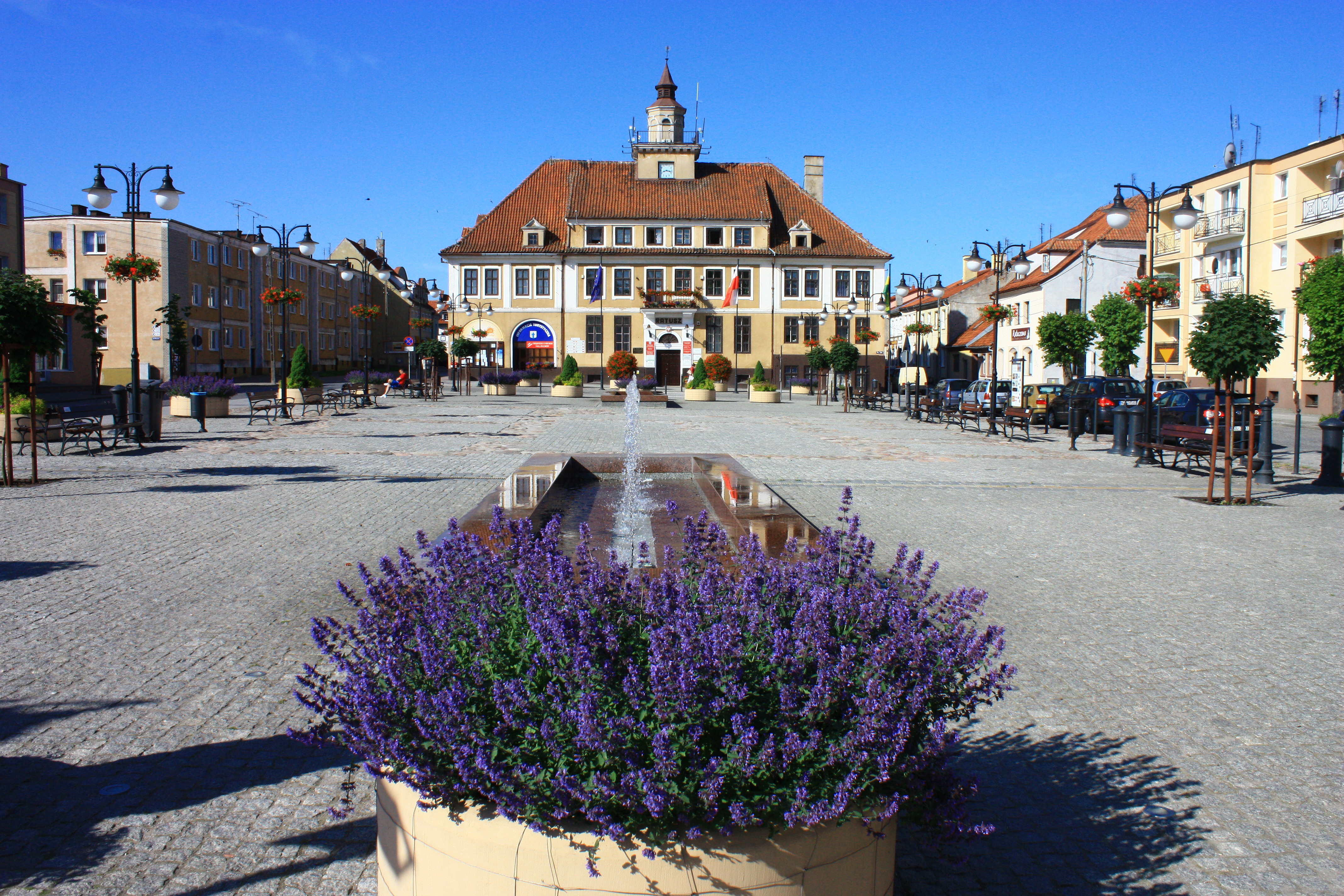
Rathausplatz (Aufnahme 2013)

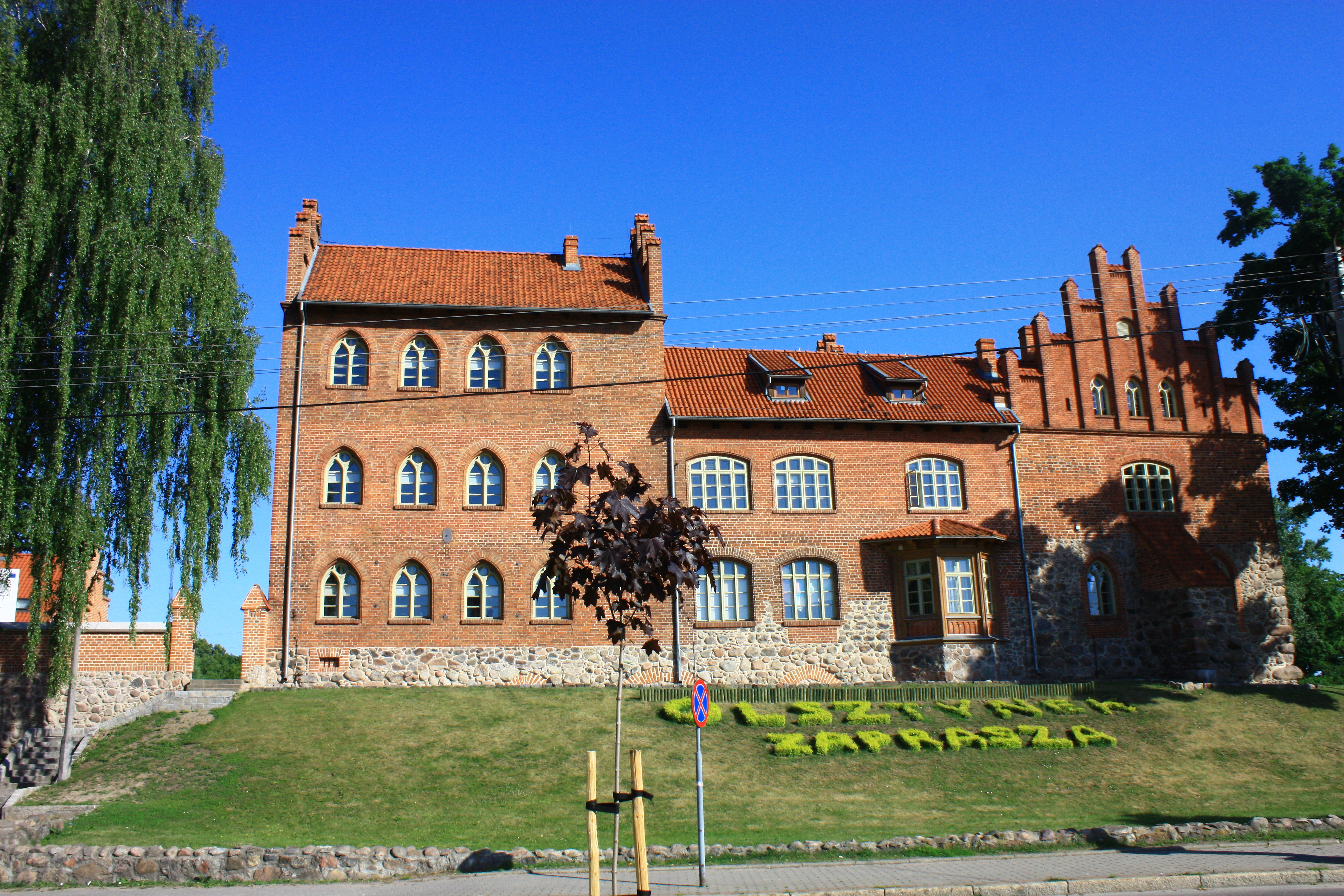
Ordensburg Hohenstein

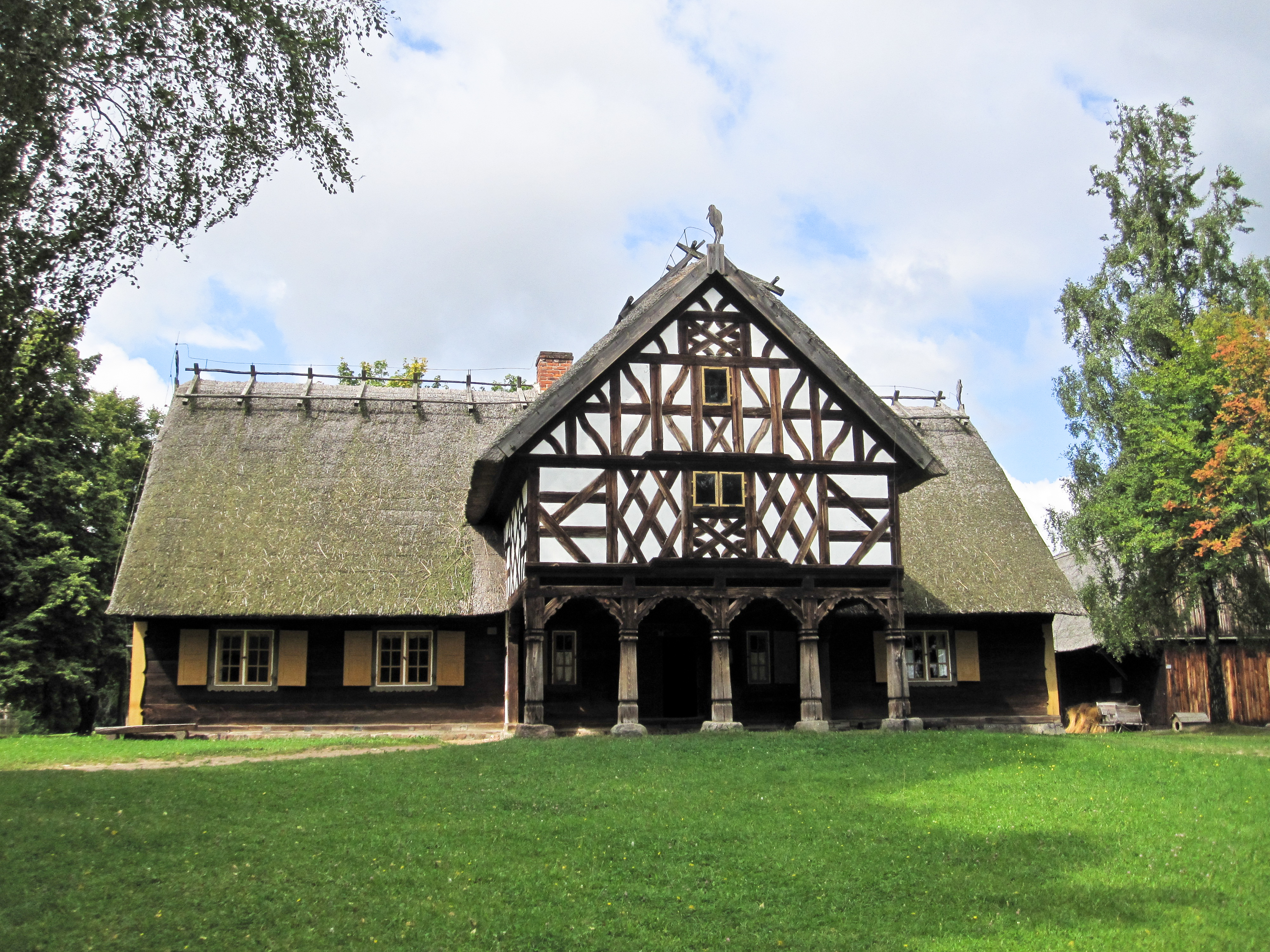
Arkadenhaus im Freilichtmuseum

Um die Besiedelung des im Südwesten des späteren Ostpreußen gelegenen Sassenlandes voranzutreiben, errichtete der Deutsche Orden dort mehrere Burgen, so eine um 1350 durch den Osteroder Komtur Günther von Hohenstein nördlich des Mispelsees. Bei der Burg Hohenstein wurde eine Siedlung angelegt, die nach dem Erbauer der Burg benannt wurde. Bereits 1359 verlieh ihr der Ordens-Hochmeister Winrich von Kniprode das Stadtrecht und überließ ihr 30 abgabenfreie Hufen. Die Einwohner erhielten das Fischereirecht auf dem Mispelsee. Zu dieser Zeit war schon eine Kirche vorhanden, die nach unbestätigten Quellen 1348 errichtet worden war. Die Komturei Osterode richtete in der Stadt zur Verwaltung der Region ein Kammeramt ein.
In der Schlacht bei Tannenberg beim nahe gelegenen Tannenberg erlitt der Deutsche Orden 1410 die historische Niederlage gegen Polen. Weitere Kämpfe gegen Polen führten 1414 dazu, dass der Orden Hohenstein selbst niederbrannte, um die Stadt nicht in polnische Hände fallen zu lassen. Der Wiederaufbau konnte jedoch durch die Unterstützung des Komtur Wolf von Sansheim bald darauf begonnen werden. Als der Orden begann, seine Kriegsschulden auf die Städte abzuwälzen, trat Hohenstein 1440 dem Preußischen Bund bei, der sich gegen die Repressalien wehren wollte. Ein Jahr nach dem 1454 ausgebrochenen Dreizehnjährigen Krieg zwischen Bund und Orden kündigte die Stadt ihre Mitgliedschaft und unterstellte sich wieder dem Orden. Während der letzten militärischen Auseinandersetzung zwischen Orden und Polen, dem Reiterkrieg von 1519 bis 1526, blieb Hohenstein längere Zeit von polnischen Truppen besetzt.
Nachdem der Ordensstaat 1525 in das weltliche Herzogtum Preußen umgewandelt worden war, wurde die Stadt dem neugeschaffenen Oberländischen Kreis zugeordnet und erhielt den Sitz eines Hauptamtes. Erster Amtshauptmann war Friedrich von der Oelsnitz, dem das Amt verpfändet wurde. Die Reformation wurde in Hohenstein nach 1525 durch den Erzpriester Matthias Bienwald vollzogen. Er wurde später zu einem der bedeutendsten Theologen in Preußen. 1610 wurde das Hauptamt aufgelöst und dem Hauptamt Osterode zugeschlagen. In Hohenstein verblieb ein Kammeramt, auf das die immer noch bestehende Pfandschaft übertragen wurde. Unter anderen war von 1643 bis 1682, der Gesandte des preußischen Kurfürsten Friedrich Wilhelm I. in Warschau, Johann von Hoverbeck Pfandinhaber. Mit der Auflösung des Kammeramtes endete 1704 die Pfandschaft. Der 1709 im Land ausgebrochenen Pest fielen in Hohenstein zahlreiche Einwohner zum Opfer. Nach einer Verwaltungsform gehörte die Stadt ab 1752 zum Kreis Mohrungen. Mehrere große Stadtbrände richteten immer wieder große Schäden an. Nach 1651 und 1685 wurde beim letzten Großfeuer 1804 das Rathaus zerstört. Die napoleonische Besetzung in den Jahren 1806 und 1807 zog die Stadt so sehr in Mitleidenschaft, dass die durch die Lasten entstandenen Schulden erst 1832 getilgt waren.
Mit der preußischen Verwaltungsreform von 1815 kam es erneut zu einem Wechsel der Kreiszugehörigkeit, die Stadt gehörte nun zum Kreis Osterode. Mitte des 19. Jahrhunderts wurden die beiden späteren Reichsstraßen 130 (Danzig – Hohenstein – Allenstein) und 389 (Hohenstein – Neidenburg) gebaut, ihnen folgte 1887/1888 der Bau der Eisenbahnstrecke Allenstein–Soldau, die ebenfalls über Hohenstein verlief. 1894 kam die Strecke nach Osterode–Elbing dazu. Die neuen Verkehrswege brachten jedoch keinen nennenswerten industriellen Aufschwung. Lediglich eine Wollweberei war vor Ort.
1845 wurde in der alten Ordensburg ein Progymnasium eingerichtet. 1857 wurde die Lehranstalt zu einem vollständigen Gymnasium erweitert, das über lange Zeit das Einzige im Umkreis von hundert Kilometern war. Die erste Abiturientenprüfung fand 1858 statt. Bekanntester Schüler war der Bakteriologe und Serologe Emil von Behring. Von 1903 bis 1933 befand sich im Stadtwald ca. 4 km nördlich des Stadtzentrums die Lungenheilstätte Hohenstein.
Im Ersten Weltkrieg lieferten sich im Rahmen der zweiten Tannenbergschlacht vom 27. bis 29. August 1914 deutsche und russische Soldaten in der Stadt Straßenkämpfe, in deren Folge das Rathaus und 189 weitere Gebäude zerstört wurden. Mit Hilfe der Patenstadt Leipzig begann noch während des Krieges der Wiederaufbau unter Anwendung der Erkenntnisse moderner Stadtplanung, der 1923 mit der Einweihung des neuen Rathauses abgeschlossen war. Aufgrund der Bestimmungen des Versailler Vertrags stimmte die Bevölkerung im Abstimmungsgebiet Allenstein, zu dem Hohenstein gehörte, am 11. Juli 1920 über die weitere staatliche Zugehörigkeit zu Ostpreußen (und damit zu Deutschland) oder den Anschluss an Polen ab. In Hohenstein stimmten 1780 Einwohner für den Verbleib bei Ostpreußen, auf Polen entfielen 20 Stimmen. Am 18. September 1927 wurde nahe der Stadt durch Generalfeldmarschall Hindenburg vor 70.000 Teilnehmern das Tannenberg-Denkmal eingeweiht. Nach seinem Tod wurde Hindenburg am 7. August 1934 in einer in das Denkmal eingebauten Krypta beigesetzt.
Nahe dem Tannenberg-Denkmal wurde während des Zweiten Weltkrieges das größte Kriegsgefangenenlager auf ostpreußischem Boden eingerichtet. In Baracken und Erdhöhlen wurden durchschnittlich 20.000 polnische, französische und sowjetische Soldaten untergebracht. Insgesamt starben hier 55.000 Kriegsgefangene, die auf dem Friedhof Schwenteinen (polnisch Świętajny) begraben wurden. Mit Wirkung zum 1. April 1941 wurden Teile der Stadt, die durch eine Flussregulierung auf das östliche Ufer der Passarge geraten waren, in den Landkreis Allenstein umgegliedert.
Gegen Ende des Zweiten Weltkriegs wurde Hohenstein, das zu Kriegsbeginn 4236 Einwohner hatte, im Januar 1945 von der Roten Armee eingenommen und besetzt. Nach Kriegsende wurde die Stadt zusammen mit der südlichen Hälfte Ostpreußens unter polnische Verwaltung gestellt. Es begann nun die Zuwanderung von Polen und Ukrainern aus den an die Sowjetunion gefallenen Gebieten östlich der Curzon-Linie. Soweit die deutsche Bevölkerung nicht bereits aus Hohenstein geflohen war, wurde sie bis 1947 vertrieben. Die teilweise zerstörte Stadt erhielt den polnischen Namen „Olsztynek“. Sie gehört heute zur Stadt-und-Land-Gemeinde Olsztynek im Powiat Olsztyński (Kreis Allenstein).

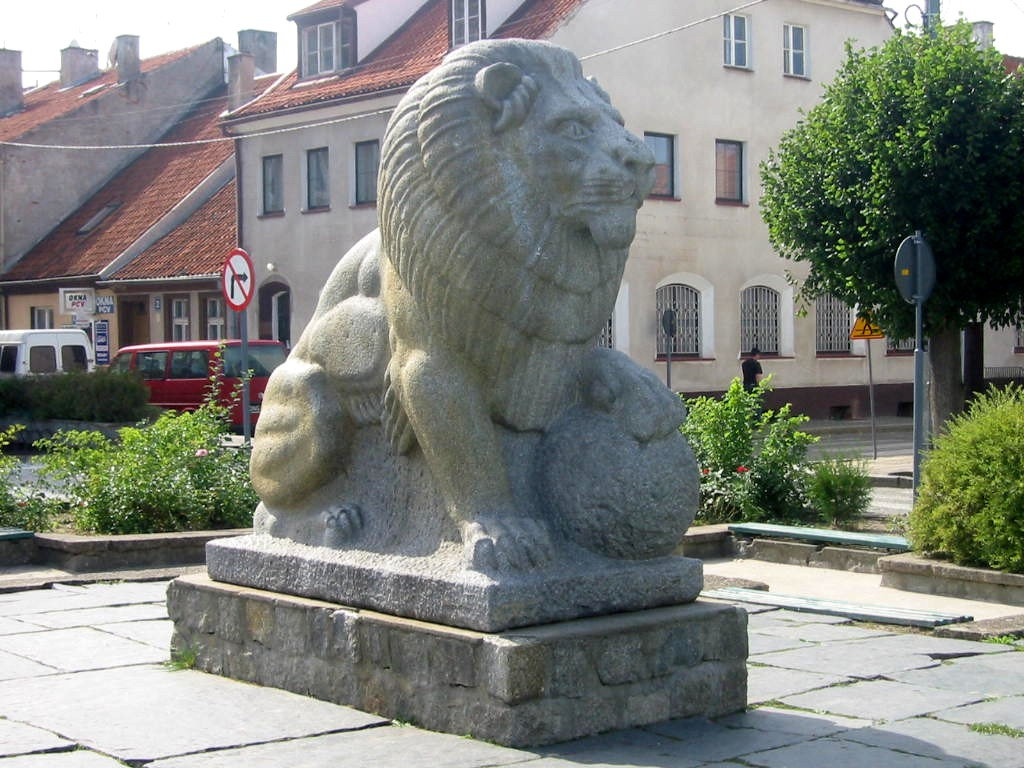
Löwe des zerstörten Gefallenen-Denkmals, heute auf dem Marktplatz

### Demographie
| Jahr | Einwohnerzahl | Anmerkungen |
| ---- | ------------- | --- |
| 1782 | ≈ 1100        | [ 5 ] |
| 1802 | 1082          | [ 6 ] |
| 1810 | 0773          | [ 6 ] |
| 1816 | 0940          | davon 856 Evangelische und 75 Katholiken (zwei Schullehrer)                                                    |
| 1821 | 1043          | in 133 Privatwohnhäusern                                                                                       |
| 1831 | 1102          | teils Deutsche, teils Polen                                                                                    |
| 1837 | 1064          | [ 8 ] |
| 1852 | 1656          | [ 9 ] |
| 1867 | 2472          | am 3. Dezember                                                                                                 |
| 1871 | 2519          | am 1. Dezember, in 184 Wohngebäuden an vier Wohnplätzen, davon 2047 Evangelische, 328 Katholiken und 144 Juden |
| 1875 | 2640          | [ 11 ] |
| 1880 | 2467          | [ 11 ] |
| 1890 | 2563          | darunter 1988 Evangelische, 496 Katholiken und 79 Juden                                                        |
| 1900 | 2467          | meist Evangelische                                                                                             |
| 1910 | 2819          | [ 13 ] [ 14 ]                                                                                                  |
| 1933 | 3630          | [ 11 ] |
| 1939 | 4236          | [ 11 ] |

### Amtsbezirk Hohenstein (Land)
Zwischen 1874 und 1945 war die Stadt Hohenstein Sitz des Amtsbezirks Hohenstein-Land im Kreis Osterode in Ostpreußen. Zu ihm gehörten die Umlanddörfer:
| Deutscher Name                                                                                                  | Polnischer Name | Anmerkungen                                                                    |
| --- | --------------- | ------------------------------------------------------------------------------ |
| Dröbnitz | Drwęck          |                                                                                |
| Königsgut | Królikowo       |                                                                                |
| Kunchengut | Kunki           |                                                                                |
| Lautens | Łutynowo        |                                                                                |
| Lichteinen nach 1908: Königlich Lichteinen, bis 1931: Lichteinen b. Hohenstein, 1931–1945: Köllmisch Lichteinen | Lichtajny       |                                                                                |
| Luttken | Lutek           |                                                                                |
| Luttkenwalde | Lutek Leśny     | 1928 in den Amtsbezirk Plateinen umgegliedert                                  |
| Maransen | Marązy          |                                                                                |
| Mispelsee | Jemiołowo       |                                                                                |
| Mörken | Mierki          |                                                                                |
| Nadrau (Dorf)                                                                                                   | Nadrowo         |                                                                                |
| Nadrowo (Gut)                                                                                                   |                 | 1928 in die Landgemeinde Nadrau (Dorf) eingegliedert                           |
| Paulsgut | Pawłowo         |                                                                                |
| Sauden | Sudwa           | 1931 in die Stadtgemeinde Hohenstein eingegliedert                             |
| Schwenteinen | Świętajny       |                                                                                |
| Schwirgstein | Świrkocin       |                                                                                |
| Waschetta 1938–1945: Waschette                                                                                  | Waszeta         |                                                                                |
| Wenigsee | Łutynówko       | 1928 nach Lautens eingemeindet                                                 |
| Wilken | Wilkowo         |                                                                                |
| ab 1884: Giballen, Forst                                                                                        | Gibała          | vorher Amtsbezirk Reichenau, 1908 in den Amtsbezirk Reichenau zurückgegliedert |

## Religionen

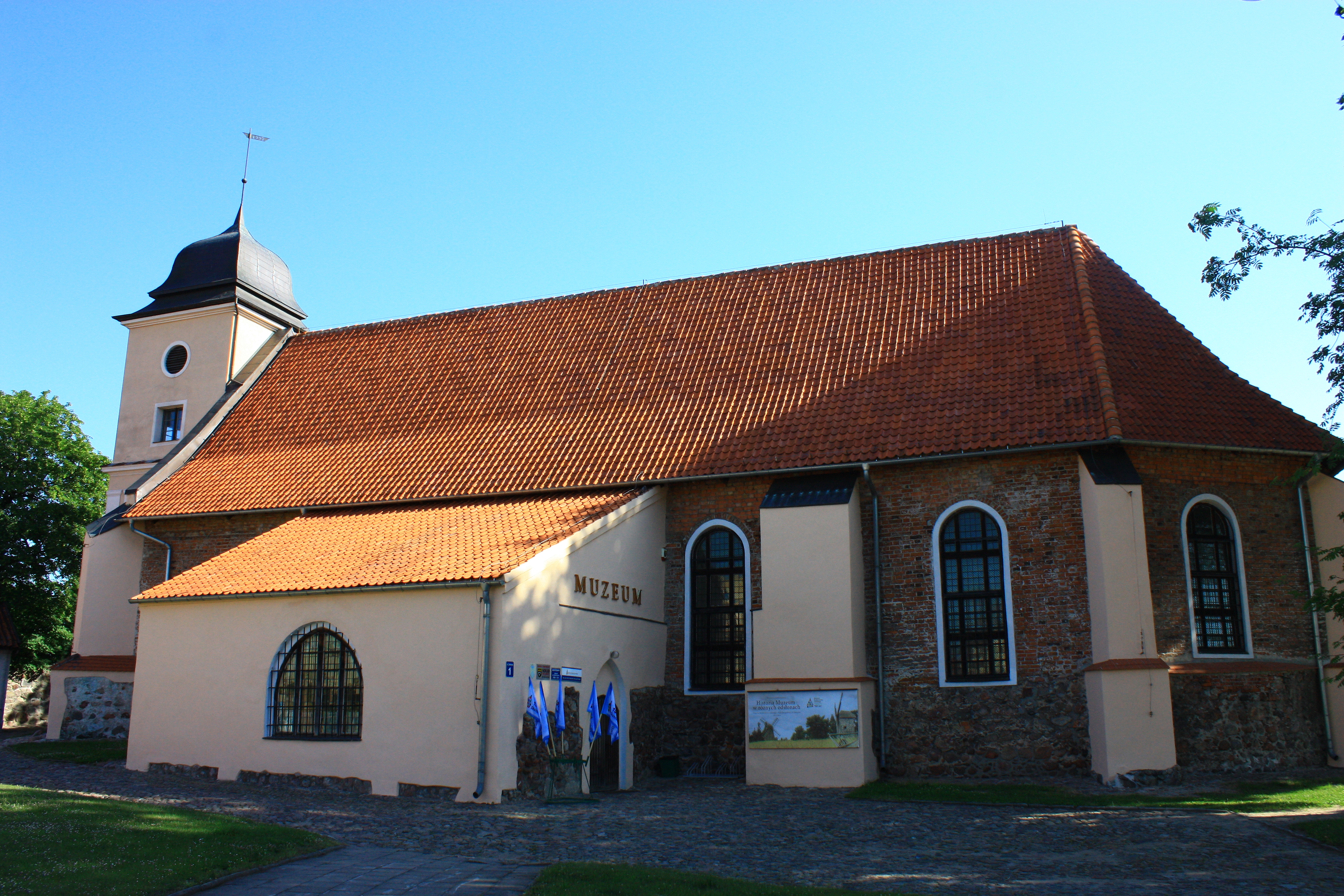
Ehemalige evangelische Pfarrkirche, heute Teil eines Museums

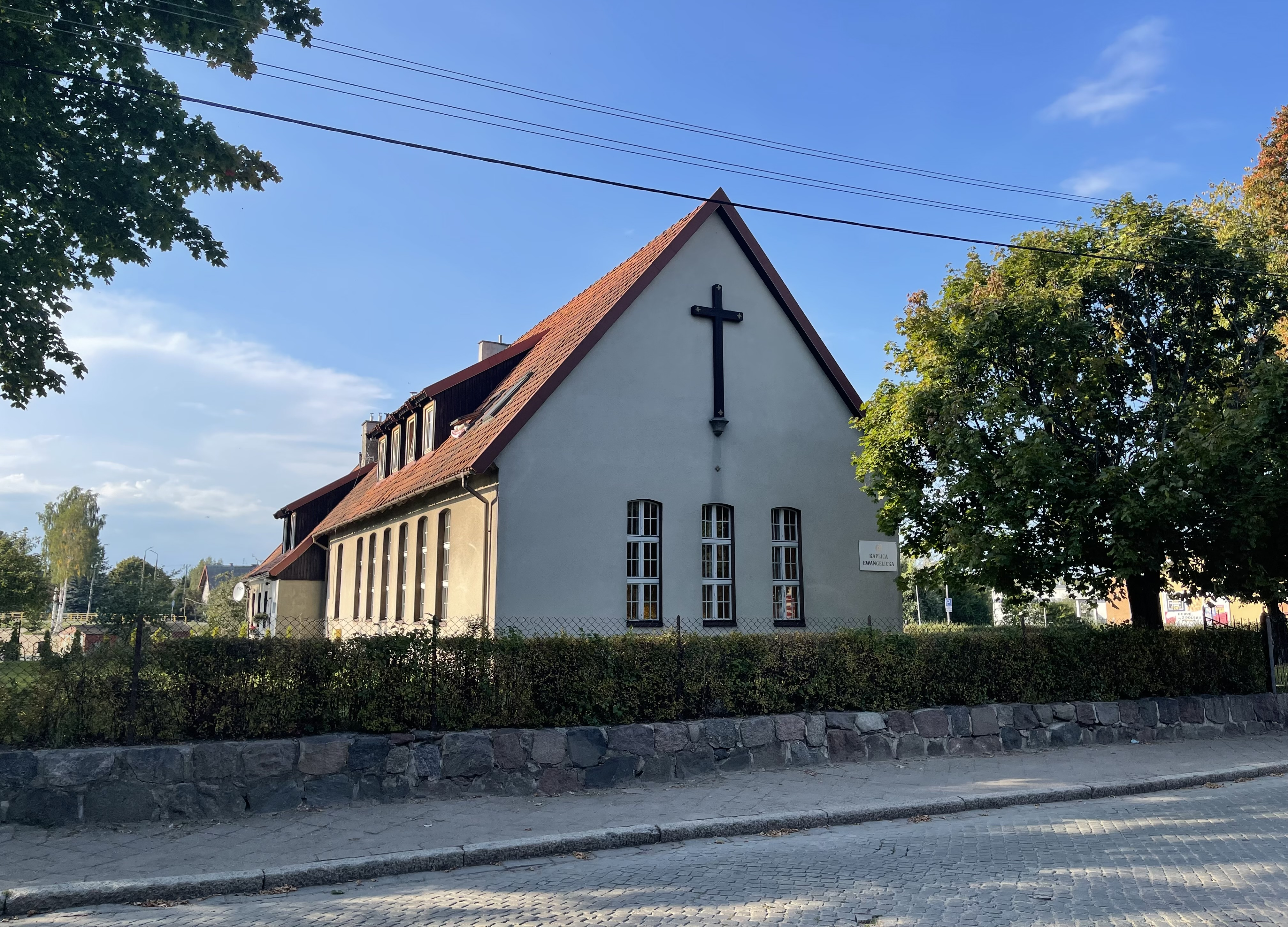
Heutige evangelische Kapelle

### Christentum: Evangelische Kirche
Bereits in der Mitte des 14. Jahrhunderts wurde die Pfarrkirche Hohenstein erbaut. Mit der Reformation wurde sie evangelisches Gotteshaus. Im Laufe der Jahrhunderte erlitt sie oftmals Zerstörung und Beschädigungen, mehrfach wurde sie restauriert, wobei die ursprünglichen Formen bewahrt wurden. Bis 1945 gehörte sie zur Kirchenprovinz Ostpreußen der Kirche der Altpreußischen Union.
Nach dem Zweiten Weltkrieg konnte sie aufgrund der Kriegsschäden nicht mehr benutzt werden. In den Jahren von 1974 bis 1977 wurde die Kirche restauriert, ging dann allerdings ihres sakralen Charakters verlustig und wurde ein Teil des Museum für volkstümliche Baukunst der Stadt Olsztynek. Die evangelische Gemeinde benutzt heute eine Kapelle im 1939 erbauten Gemeindehaus. Sie ist eine Filialgemeinde der Christus-Erlöser-Kirche in Olsztyn (Allenstein) in der Diözese Masuren der Evangelisch-Augsburgischen Kirche in Polen.

### Superintendenturbezirk Hohenstein
Bis 1945 bestanden im ostpreußischenKirchenkreis Osterode zwei Superintendenturbezirke. Einer von ihnen war Hohenstein. Zu ihm gehörten neun Pfarreien:
- Geierswalde mit Groß Pötzdorf, Reichenau und Groß Kirsteinsdorf
- Gilgenburg mit Heeselicht
- Hohenstein i. Ostpr.
- Kurken
- Manchengut
- Mühlen-Tannenberg
- Rauschken
- Seelesen-Waplitz
- Wittigwalde

### Römisch-katholische Kirche

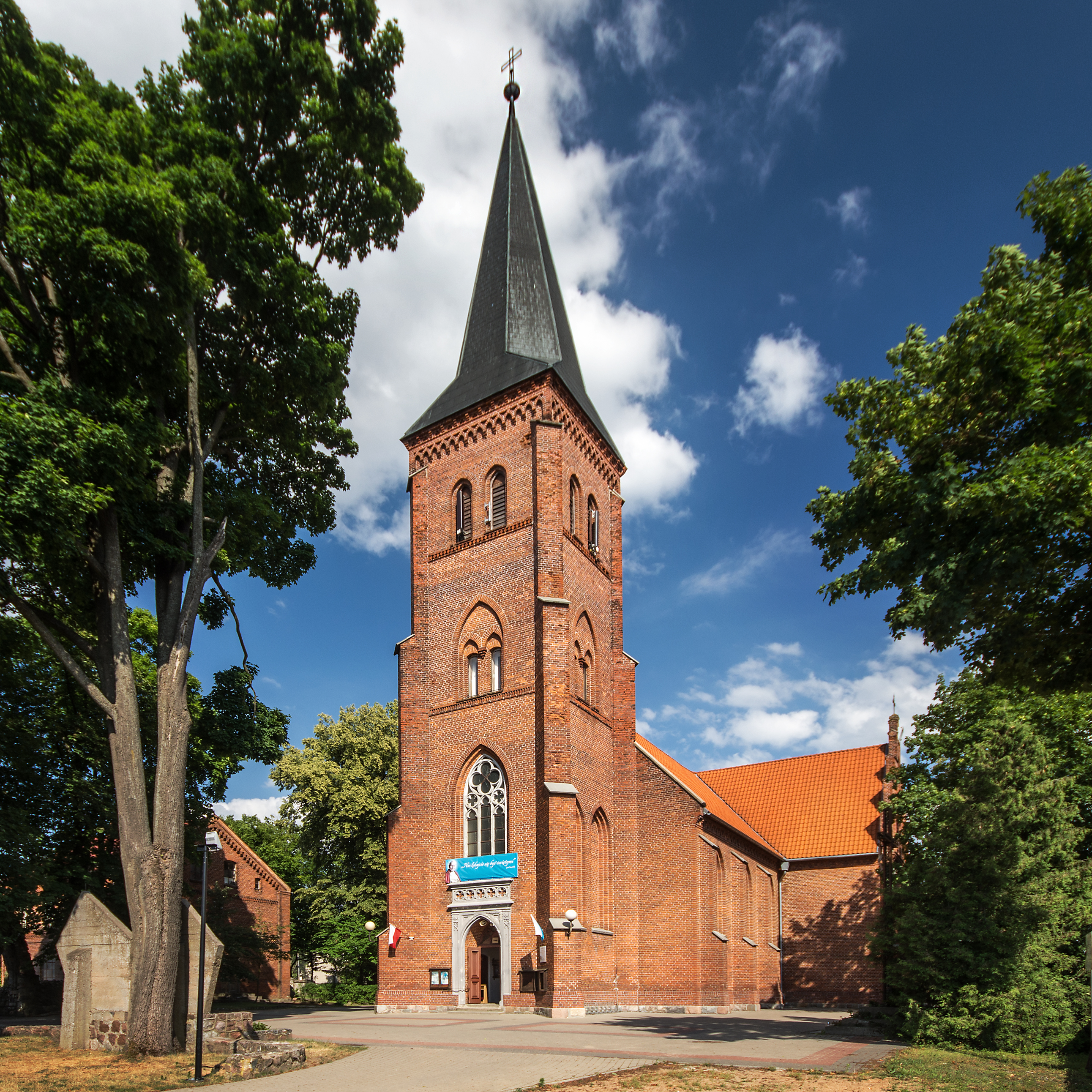
Die römisch-katholische Herz-Jesu-Kirche

In Hohenstein wurde 1868 eine römisch-katholische Kirche gegründet. Sie gehörte zum damaligen Bistum Ermland. In den Jahren 1883 bis 1888 entstand die neugotische Herz-Jesu-Kirche. Sie ist heute das zentrale Gotteshaus der Pfarrgemeinde Olsztynek im gleichnamigen Dekanat innerhalb des jetzigen Erzbistums Ermland.

### Dekanat Olsztynek
Olsztynek ist Sitz eines von 33 Dekanaten im Erzbistum Ermland. Eingegliedert sind acht Pfarreien:
- Dorotowo (Darethen) mit Majdy (Mauden)
- Gryźliny (Grieslienen) mit Hospital Ameryka (Pagelshof)
- Olsztynek (Aniela Salawa)
- Olsztynek (Herz-Jesu)
- Orzechowo (Nußtal) mit Pluski (Plautzig) und Kurki (Kurken)
- Stawiguda (Stabigotten)
- Waplewo (Waplitz)
- Wigwałd (Wittigwalde) mit Ostrowin (Osterwein)

### Judentum
Um 1830 bildete sich in Hohenstein eine jüdische Gemeinde. Etwa 100 Mitglieder zählte sie im Jahre 1880. Anfang der 1930er Jahre lebten 35 Juden in der Stadt. Ein jüdischer Friedhof sowie eine Synagoge mussten 1935 aufgegeben werden.

## Sehenswürdigkeiten
- Ordensburg Hohenstein
- Freilichtmuseum der Volksbauweise, in dem einige Häuser des ersten deutschen Freilichtmuseums in Königsberg zu besichtigen sind
- Kunstgalerie des Freilichtmuseums in der ehemaligen evangelischen Pfarrkirche
- Mrongovius-Haus
- Gedenkstätte Kriegsgefangenenlager Stalag I B Hohenstein (in Sudwa)

## Gemeinde
Zur Stadt-und-Land-Gemeinde (gmina miejsko-wiejska) Olsztynek gehören die Stadt selbst und 33 Dörfer mit 32 Schulzenämtern.

## Söhne und Töchter der Stadt
Nach Geburtsjahr geordnet
- Christoph Cölestin Mrongovius (1764–1855), Pfarrer, Sprachwissenschaftler
- Carl Julius Szczesny (1818–um 1860), preußischer Landrat
- Otto Gisevius (1821–1871), Landrat in Allenstein
- Paul Wendland (1864–1915), Altphilologe
- Emil Kautz (1866–1933), Verwaltungs- und Bankenjurist
- Paul Kahle (1875–1964), Orientalist
- Arnold Szelinski (1891–1943), deutscher Offizier
- Max Klimmek (1903–1981), stellvertretender Bürgermeister und Stadtrat in Königsberg sowie Gauamtsleiter in Ostpreußen
- Albert Lieven (1906–1971), Schauspieler
- Werner Hennig (1929–2014), Richter am Bundessozialgericht
- Klaus Porbadnik (1930–2011), Leichtathlet
- Hans-Gert Roloff (* 1932), Germanist, Literaturhistoriker
- Hans-Henning Becker-Birck (1937–2013), Verwaltungsjurist